# مومیایی‌های گوآناخوآتو
مومیایی‌های گوآناخوآتو (به انگلیسی: Mummies of Guanajuato) تعدادی از بدن‌های مومیایی شده در طول شیوع بیماری وبا در اطراف گوآناخوآتو، مکزیک در سال ۱۸۳۳ (میلادی) هستند. مومیایی‌ها در یک گورستان در گوآناخوآتو کشف شدند، که منجر به تبدیل شدن این شهر به یکی از بزرگ‌ترین جاذبه‌های توریستی در مکزیک شد.

## مومیایی‌های دیگر
مکان‌های دیگری در مکزیک که در آن فرایند مومیایی انجام می‌گیرد عبارتند از:
- انکارناسیون د دیاس، خالیسکو

## نگارخانه

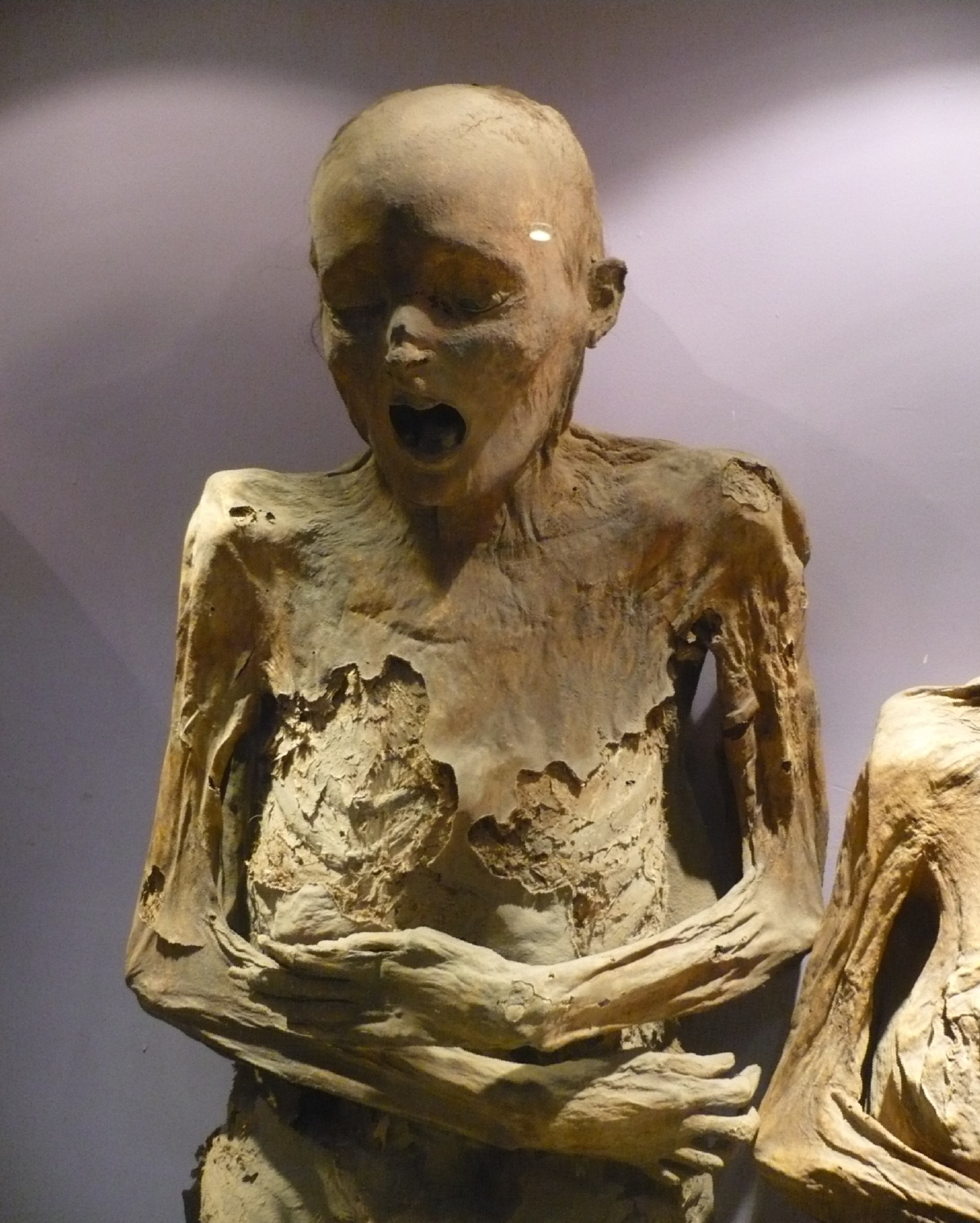
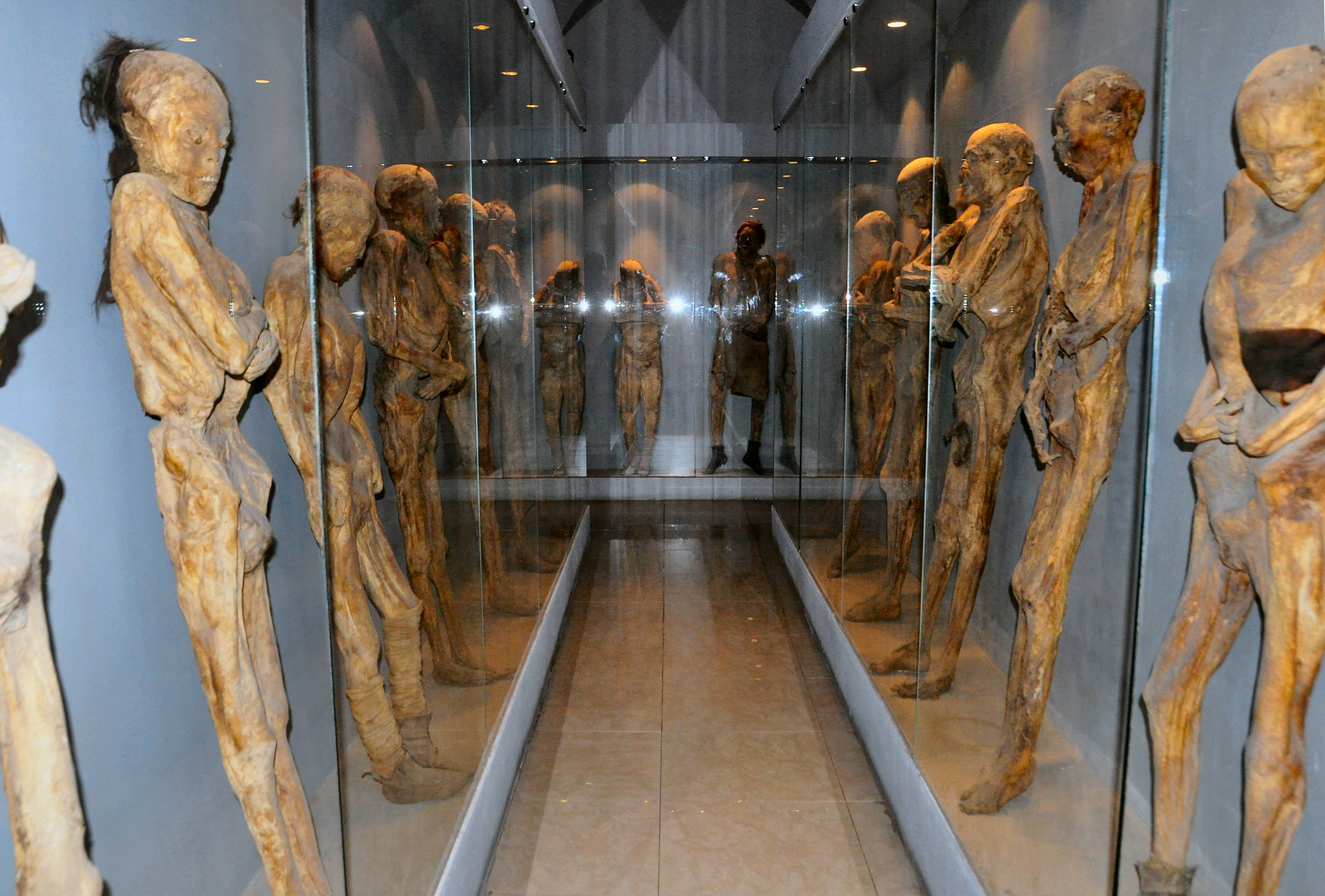
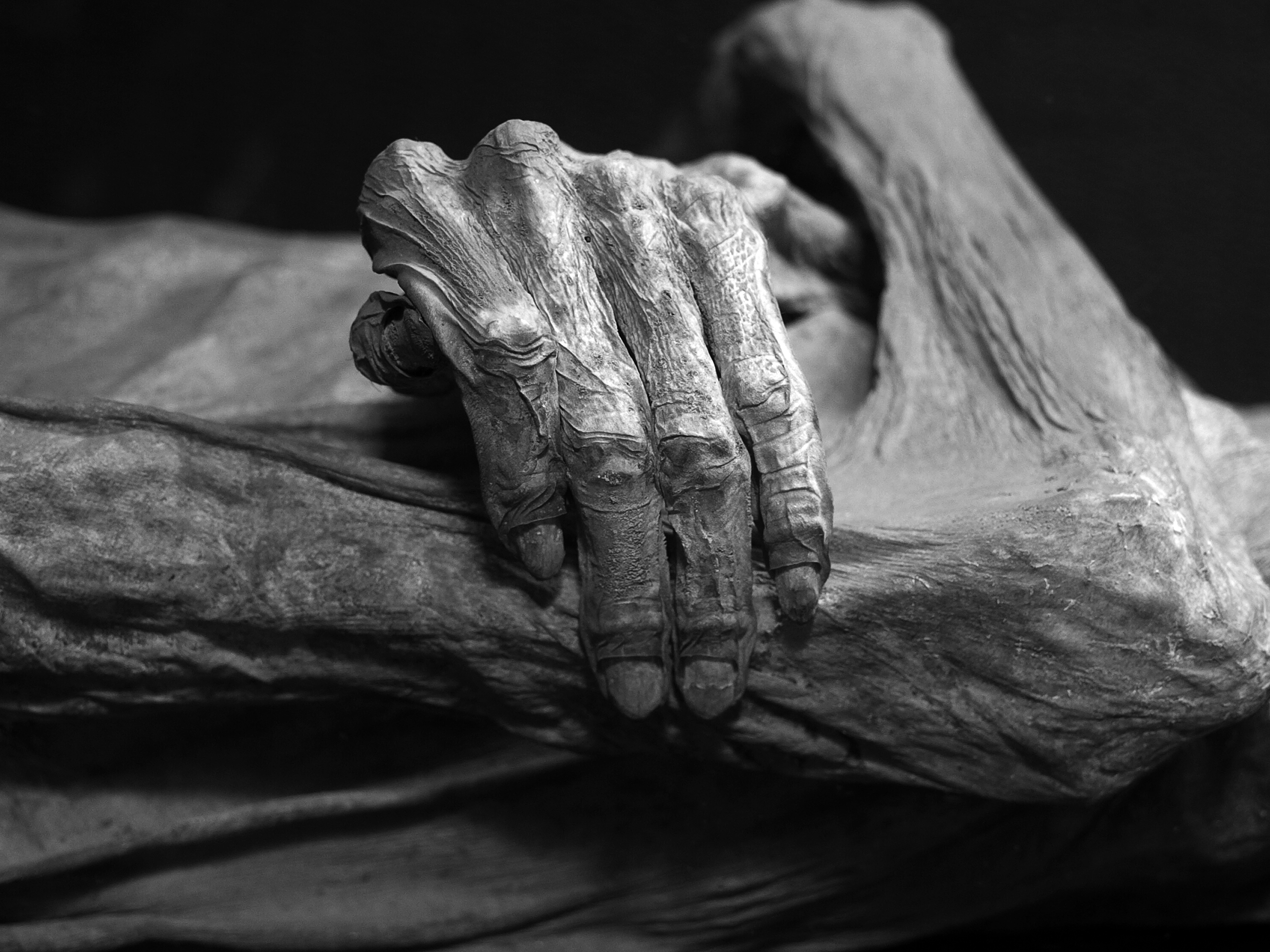